# Cronologia della protostoria
Di seguito sono riportati i principali avvenimenti della protostoria in ordine cronologico.

## X Millennio a.C.
- intorno all'anno 10000 a.C.
  - Vicino oriente:
    - Fase recente della Cultura Mesolitica Natufiana in Siria, Palestina, Israele e Giordania (fino al 9600 a.C.)
    - Primi villaggi in Palestina, Siria e Assiria
    - Addomesticamento del cane.

  - Mesopotamia
    - Inizio dell'Olocene: Arretramento dei ghiacciai e primi segni di sedentarizzazione umana.
    - Primi esperimenti di coltivazione
    - addomesticamento della pecora, con il conseguente utilizzo di latte e lana

  - Asia centrale, Medio oriente: Addomesticamento delle capre e delle mucche
  - Anatolia
    - Erezione del tempio di Göbekli Tepe. È un sito archeologico, situato a circa 18 km a nordest dalla città di Şanlıurfa nell'odierna Turchia, presso il confine con la Siria, risalente all'inizio del Neolitico, (Neolitico preceramico A) o alla fine del Mesolitico.

  - Persia
    - Figurine rituali umane e animali, e altri manufatti, ritrovati a Teppe Sarab nella provincia del Kermanshah
    - Prime comunità agricole a Chogha Golan, nella provincia di Elam.

  - Europa: Arretramento dei ghiacciai.
  - Italia: Occupazione delle Grotte di Toirano. (Paleolitico superiore, Periodo Epigravettiano).
  - Francia: Cultura Epipaleolitica Valorguiana, nella Linguadoca e Provenza, simile alla cultura Aziliana nei Pirenei (fino al 8000 a.C.)[1]
  - Giappone
    - Inizio del periodo Jōmon Incipiente (fino al 7500 a.C.) - Invenzione della Ceramica, probabile sedentarizzazione, civiltà mesolitiche, condizioni di vita più stabili fecero sorgere nel periodo intorno al 10000 a.C. una cultura mesolitica, o - come argomentano alcuni studiosi - neolitica. I membri dell'eterogenea cultura Jōmon sono forse i distanti antenati degli Ainu, il popolo aborigeno del Giappone moderno. Secondo le prove archeologiche, il popolo Jōmon creò i primi esemplari di vasellame al mondo, datati a circa l'XI millennio a.C. (ritrovamenti del sito di Odai-Yamato), così come i primi manufatti in pietra levigata.

  - Stati Uniti: Cultura Folsom nel Nuovo Messico, Wyoming e Colorado
- Intorno all'anno 9800 a.C.
  - Mesopotamia, Iran (Chogha Golan): Prime coltivazioni di orzo selvatico, grano e lenticchie. Prime forme domestiche di grano.
- Intorno all'anno 9600 a.C.
  - Vicino oriente: Fine del periodio Natufiano e inizio del periodo Neolitico Preceramico A
- Intorno all'anno 9500 a.C.
  - Alto Egitto: Inizia il Neolitico egiziano[2]

## IX Millennio a.C.
- intorno all'anno 9000 a.C.
  - Siria: Arte di El Einan e Mugharet el Kebir
  - Palestina: Insediamenti protourbani a Gerico
  - Basso Egitto: Cultura neolitica Faiyum A (8000 a.C. - 6000 a.C.)
  - Mesopotamia: Produzione incipiente sui Monti Zagros - Cultura neolitica di Karim Shahir (8000 a.C. - 7000 a.C.)
  - Iran: Primi villaggi a Shanidar, Zawi Chemi, Ganjdareh e Asiab (nel Luristan) e Bus Mordeh (nel Khuzistan) (8000 a.C. - 8500 a.C.)
  - India, Cina: inizio del neolitico
- intorno all'anno 8500 a.C.
  - Siria: Primi villaggi a (Ain shakra (8500 a.C. - 7000 a.C.)
- intorno all'anno 8350 a.C.
  - Palestina
    - Insediamento Gerico Preceramico A (8000 a.C. - 7370 a.C.) - Coltivazione di orzo, farro e legumi e costruzioni di mura
    - Coltivazioni a terrazze (Uad Falla e Carmel (Palestina))

## VIII millennio a.C.
- intorno all'anno 8000 a.C.
  - Mesopotamia: Costruzione di pozzi (Tell Mubereit)
  - Turchia: Insediamenti protourbani preceramici a Hacilar
  - Persia: Addomesticamento della pecora Ali Kosh (Khuzistan)
  - India: Addomesticamento della mucca
  - Cina: Addomesticamento del maiale
  - Corea: introduzione della ceramica
- intorno all'anno 7950 a.C.
  - Inizio convenzionale dell'Olocene
- intorno all'anno 7500 a.C.
  - Turchia: Insediamenti protourbani preceramici a Çatalhöyük
  - Nubia: Cultura neolitica di Kerma (fino al 2700 a.C.) (campi di sepolture, domesticazione dei bovini)
  - Cina: Cultura neolitica di Pengtoushan (fino al 6100 a.C.) (Coltivazione del riso, vasellame)
  - Giappone: Inizio del periodo Jōmon Iniziale (fino al 4000 a.C.)
    - Case in legno, pesca, ceramiche decorate a fondo piatto
- intorno all'anno 7400 a.C.
  - Siria: Culture preceramiche (Ras Shamra, Tell Ramad, Beidha)
- intorno all'anno 7220 a.C.
  - Palestina: Insediamento Gerico Preceramico B (fino al 5850 a.C.)
    - commercio di bitume, tessitura
    - Allevamento pecora, capra, cane
    - Edifici pubblici sacri, vani sacri in abitazioni

## 7000 - 6501 a.C.
- intorno all'anno 7000 a.C.
  - Vicino Oriente: Cultura protoceramica di Qalat Jarmo in Mesopotamia (fino a 6000 a.C.)
  - Turchia
    - Scoperta della metallurgia
    - Cultura protoceramica di Hacilar
    - fondamenta in pietra
    - pareti dipinte
    - pavimenti intonacati

  - Cipro: Cultura neolitica (fino al 2000 a.C.)
  - Grecia: Culture mesolitiche (fino al 6000 a.C.)
  - Persia: Cultura di Bus Murdeih in Khuzistan - coltivazioni, capanne circolari-
  - Asia centrale (Turkmenistan): Cultura neolitica di Geitum (fino al 6000 a.C.) - Villaggi, coltivazioni di grano e orzo, irrigazione, addomesticamento della capra.
  - India
    - Scoperta della metallurgia
    - Cultura calcolitica di Mehrgarh nella valle dell'Indo, nell'attuale Pakistan -Popolazioni autoctone austronesiane di etnia Munda (fino al 3300 a.C.)

  - Cina: Cultura ceramica di Peiligang in (fino al 5000 a.C.)
    - proto-scrittura, ceramiche
    - Coltivazione del riso e miglio, distillazione alcol
    - Primo addomesticamento maiale
    - sepolcri, strumenti musicali

## 6500 a.C. - 6001 a.C.
- intorno all'anno 6500 a.C.

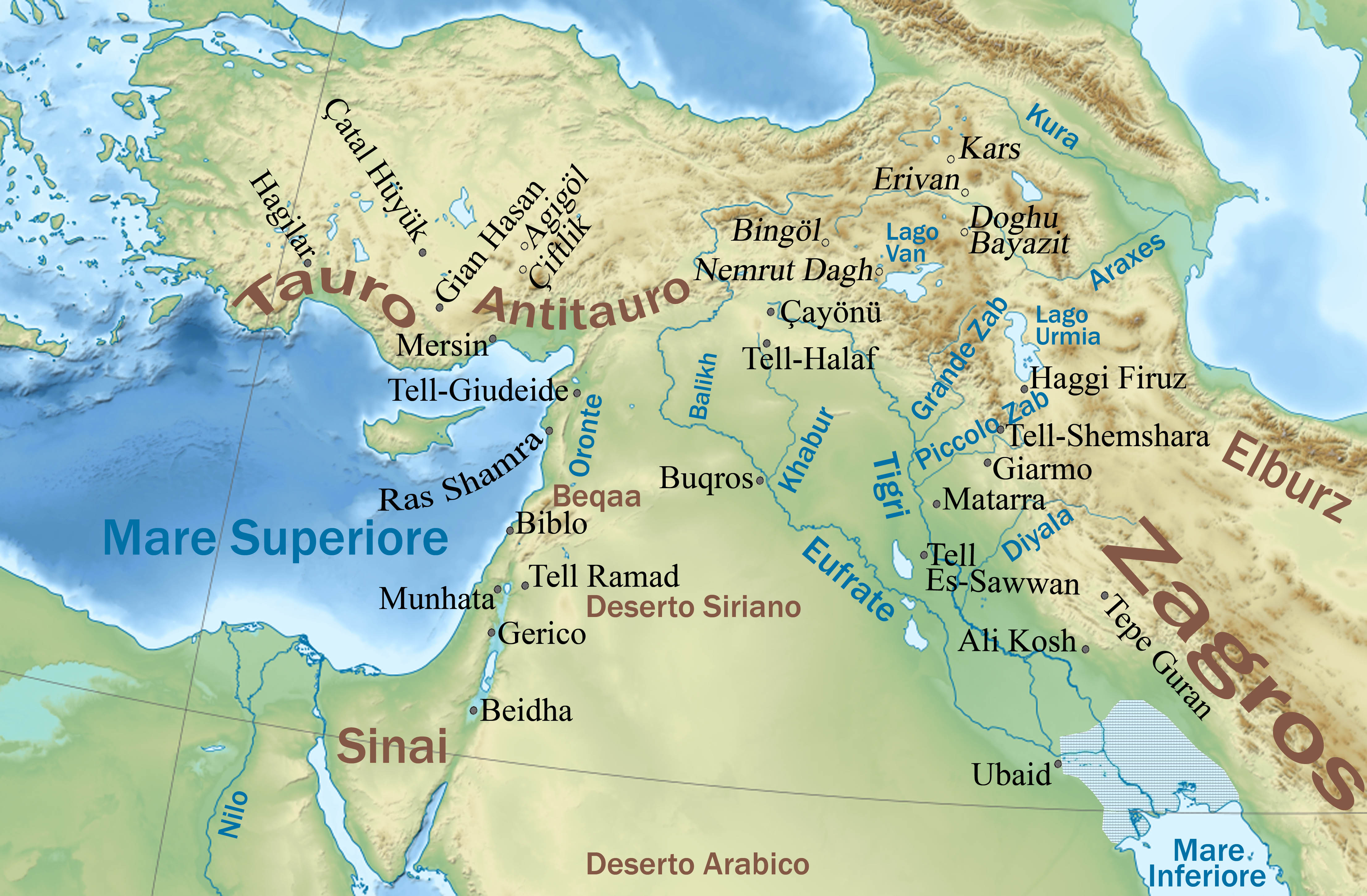
Siti neolitici del Vicino Oriente (le dimensioni del Golfo Persico sono quelle ipotizzate per il 3000 a.C.)

  - Mesopotamia: Introduzione della ceramica a Qalat Jarmo
    - ceramiche non dipinte, case a pianta rettangolare

  - Persia: introduzione della ceramica a Tepe Guran e Ali Kosh
    - ceramiche dipinte

  - Turchia: Cultura protoceramica di Çatalhöyük
    - Fasi I, II fino al 6000 a.C. - commercio, arte, agricoltura, magazzini, abitazioni tipiche
- intorno all'anno 6400 a.C.
  - Antico Egitto: Cultura neolitica Tasiana (fino al 5000 a.C.)
- intorno all'anno 6300 a.C.
  - Turchia: insediamenti protourbani a Mersin

## 6000 a.C. - 5501 a.C.
- intorno all'anno 6000 a.C.
  - Mesopotamia
    - Cultura ceramica di Tell Halaf in Media Mesopotamia (ceramiche dipinte), fino al 5000 a.C. - Diffusione dell'aratro e del giogo, Invenzione della ruota-
    - Cultura protoceramica di Hassuna in Alta Mesopotamia, fino al 5600 a.C.

  - Vicino Oriente: Cultura ceramica a Biblo, Ras shamra, Tell Ramad, Tell sukas in Libano e Siria
  - Turchia: Cultura ceramica a Çatalhöyük (Fase III-IV fino al 5600 a.C.)
    - Cellule autonome con porte, cappelle, divinità femminili, inumazioni - spazi comuni, servizi pubblici, passaggi pedonali

  - Alto Egitto: Cultura ceramica tasiana (fino al 5000 a.C.).[3]

| Schema cronologico del neolitico del Vicino Oriente | Schema cronologico del neolitico del Vicino Oriente | Schema cronologico del neolitico del Vicino Oriente | Schema cronologico del neolitico del Vicino Oriente                            | Schema cronologico del neolitico del Vicino Oriente | Schema cronologico del neolitico del Vicino Oriente | Schema cronologico del neolitico del Vicino Oriente | Schema cronologico del neolitico del Vicino Oriente |
| 6000                                                | Khabur                                              | Gebel Singiar Assiria                               | Medio Tigri                                                                    | Bassa Mesopotamia                                   | Khuzistan                                           | Anatolia                                            | Siria                                               |
| --------------------------------------------------- | --------------------------------------------------- | --------------------------------------------------- | ------------------------------------------------------------------------------ | --------------------------------------------------- | --------------------------------------------------- | --------------------------------------------------- | --------------------------------------------------- |
| 5500                                                |                                                     | Umm Dabaghiya                                       |                                                                                |                                                     | Muhammad Giaffar                                    | Çatalhöyük (6300-5500)                              | Amuq A                                              |
| 5200                                                | Halaf antico                                        | Hassuna                                             | Samarra antico (5600-5400) Samarra medio (5400-5000) Samarra tardo (5000-4800) |                                                     | Susiana A                                           | Hagilar Mersin 24-22                                | Amuq B                                              |
| 4800                                                | Halaf medio                                         | Hassuna tardo Gawra 20                              | Samarra antico (5600-5400) Samarra medio (5400-5000) Samarra tardo (5000-4800) | Eridu (= Ubaid 1) Eridu 19-15                       | Tepe Sabz                                           | Hagilar Mersin 22-20                                | Amuq C                                              |
| 4500                                                | Halaf tardo                                         | Gawra 19-18                                         |                                                                                | Haggi Muhammad (= Ubaid 2) Eridu 14-12              | Khazineh Susiana B                                  | Gian Hasan Mersin 19-17                             | Amuq D                                              |

- -     - Comparsa dei primi sigilli piani, invenzione della tavola rotante del vasaio, Invenzione del telaio orizzontale, Invenzione della porcellana egiziana (primo materiale sintetico)

  - Persia: Cultura neolitica di Tepe Sarab - Villaggi a capanne circolari
  - Caucaso: Cultura neolitica di Shulaveri-Shomu (fino al 4000 a.C.)
  - Grecia: Cultura neolitica (fino al 5000 a.C.)
    - Si formano comunità stabili, riunite in villaggi di case costruite in mattoni crudi su basamento di pietra (nelle regioni meridionali) o con la tecnica del graticcio rivestito di argilla (in Tessaglia e Macedonia)-

  - Asia centrale (Turkmenistan): Cultura calcolitica di Namazga (fino al 3500 a.C.) - Prime urbanizzazioni, coltivazioni intensive, addomesticamento del maiale e bue.
- intorno all'anno 5600 a.C.
  - Vicino Oriente: Periodo antico (I) di Tell Halaf, in Alta Mesopotamia, fino al 5300 a.C.

## 5500 a.C. - 5001 a.C.
- intorno all'anno 5500 a.C.
  - Mesopotamia: Cultura calcolitica di Samarra in Media Mesopotamia, fino al 5300 a.C. (prime irrigazioni)
  - Vicino Oriente: Primi insediamenti urbani nella città di Hamoukar, in Siria (fino al 3500 a.C.)
  - Turchia: Cultura calcolitica di Hacilar in Turchia (fino al 5200 a.C.) - case latitudinali, cortili
  - Persia: Cultura calcolitica di Tepe Siyalk in Elam (fino al 3000 a.C.)
  - Egitto: termina il Neolitico egiziano[2]
- c. 5300 a.C.
  - Mesopotamia
    - Periodo antico (I) di Ubaid, o di Eridu e della civiltà Sumera in bassa Mesopotamia, fino al 4800 a.C. (irrigazione, ceramiche purpuree di Ali Kosh)
    - Primi insediamenti urbani nella città di Eridu, in Bassa mesopotamia
    - Periodo medio (II) di Tell Halaf, in Alta e Media Mesopotamia, fino al 4800 a.C. (irrigazione, ceramiche dipinte, metallurgia del rame)

  - Vicino Oriente: Primi insediamenti urbani nella città di Ugarit, in Siria
  - Romania, Moldavia, Ucraina: Antica cultura calcolitica di Cucuteni (5300 a.C. - 4600 a.C.): Abitazioni in legno e argilla, agricoltura ed allevamento, Ceramiche sofisticate, oggetti in rame, Società matrilineare
- c. 5200 a.C.
  - Malta Primi insediamenti nell'arcipelago maltese (Costruzione di Dolmen e Megaliti)

## 5000 a.C. - 4501 a.C.
Cultura di Haggi Muhammad
     Cultura di Samarra
     Cultura di Halaf
     Cultura di Hassuna
     Culture "tipo Halaf"
     Ceramiche anatoliche
     Amuq D e neolitico ceramico B palestinese
     (area di Biblo): neolitico medio di Biblo
- intorno all'anno 5000 a.C.
  - Vicino Oriente:

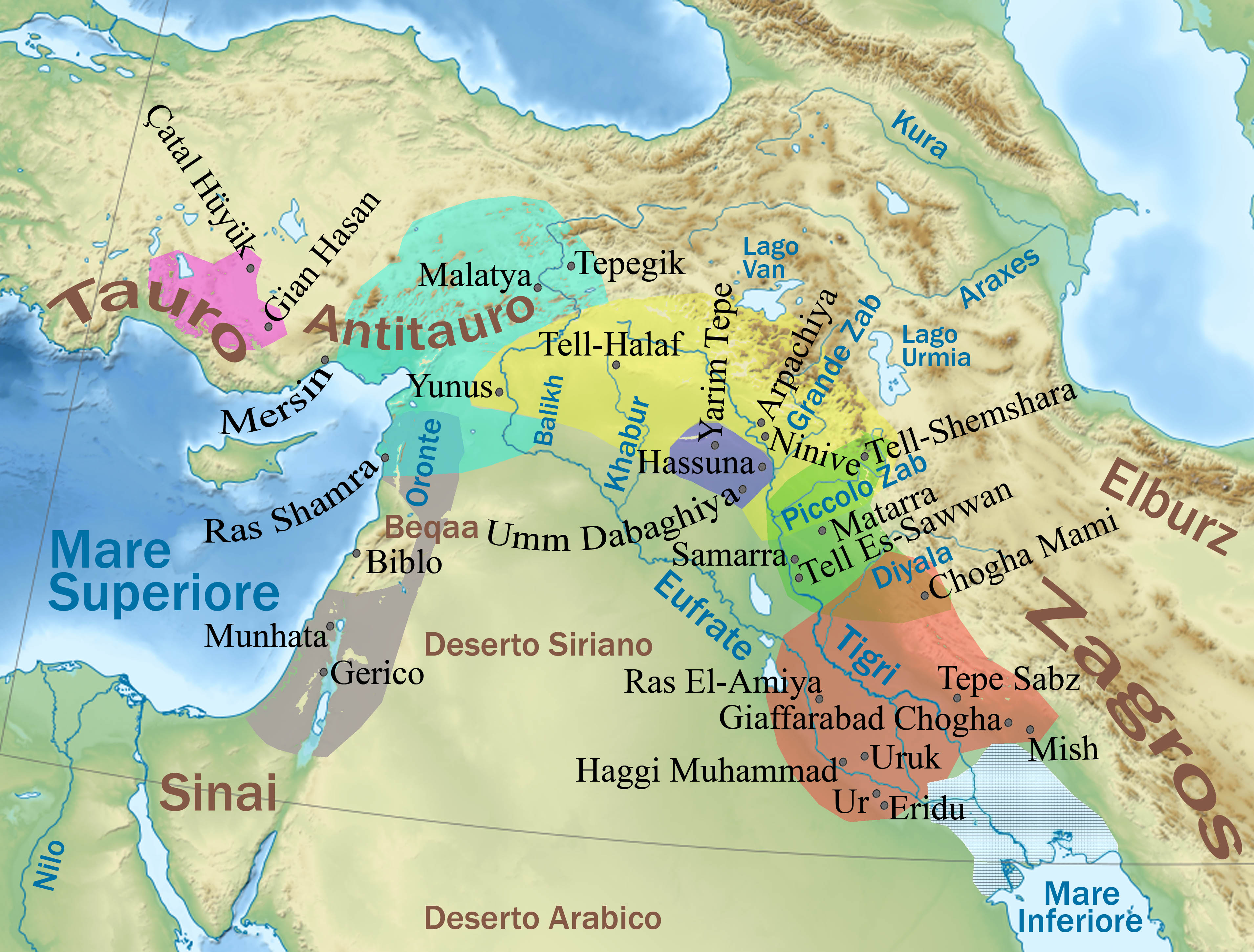
Zone di influenza delle diverse culture nel periodo medio Halaf, 5600-4500 a.C. (le dimensioni del Golfo Persico sono quelle ipotizzate per il 3000 a.C.)
Legenda (da sudest a nordovest approssimativamente):
Cultura di Haggi Muhammad
Cultura di Samarra
Cultura di Halaf
Cultura di Hassuna
Culture "tipo Halaf"
Ceramiche anatoliche
Amuq D e neolitico ceramico B palestinese
(area di Biblo): neolitico medio di Biblo

    - Primi insediamenti urbani nella città di Biblo, in Libano
    - Primi insediamenti urbani nella città di Mari, in Siria

  - Antico Egitto
    - Cultura ceramica Badariana in Alto Egitto (fino al 3900 a.C.)

  - Grecia:
    - Cultura ceramica egea (fino al 3650 a.C. a Creta, 3300 a.C. nelle Cicladi, 2800 a.C. nella Grecia Continentale) - La popolazione è dedita all'agricoltura e all'allevamento, inoltre, compare la ceramica con vasellame a figurine antropomorfe e zoomorfe. Gli strumenti utilizzati sono in pietra levigata. Esplorazioni e scambi sono favoriti dalla situazione geografica e dall'esigenza di reperire risorse primarie.

  - Ucraina orientale: 
    - Inizio della diaspora delle prime popolazioni indoeuropee irradiatasi dal nord del Mar nero

  - Cina:
    - Primi insediamenti della cultura di Yangshao
    - Primi insediamenti della cultura di Daxi (5000-3000 a.C.) Cultura neolitica dell'antica Cina, sviluppatasi nella regione delle Tre Gole, lungo il medio corso dello Yangtze, il Fiume Azzurro. La cultura si estese dall'Hebei occidentale al Sichuan orientale e al delta del Fiume delle Perle.
- c. 4800 a.C.
  - Mesopotamia:
    - Periodo medio (II) di Ubaid, o di Hadji Muhammad, in bassa Mesopotamia (fino al 4500 a.C.) (ceramiche, metallurgia, forse commercio con India e Bahrain?)
    - Periodo tardo(III) di Tell Halaf in alta e media Mesopotamia (fino al 4500 a.C.) (ceramiche, metallurgia)

  - Antico Egitto
    - Cultura ceramica di Merimde in Basso Egitto (fino al 4000 a.C.)
- 4714 a.C. - Il 24 novembre di questo anno è la data del primo giorno giuliano, secondo il calendario gregoriano
- 4713 a.C. - Il 1º gennaio di questo anno è la data del primo giorno giuliano, secondo il calendario giuliano
- c. 4600 a.C. - Romania, Moldavia, Ucraina: Media cultura calcolitica di Cucuteni (4600 a.C. - 3200 a.C.): Prima urbanizzazione in Europa (Città di 450 Ha e 15000 ab. nel 3700 a.C. circa), estensione di agricoltura e allevamento, ceramiche sofisticate, società matrilineare

## 4500 a.C. - 4001 a.C.
- c. 4500 a.C.

| Schema cronologico del calcolitico del Vicino Oriente | Schema cronologico del calcolitico del Vicino Oriente | Schema cronologico del calcolitico del Vicino Oriente | Schema cronologico del calcolitico del Vicino Oriente | Schema cronologico del calcolitico del Vicino Oriente | Schema cronologico del calcolitico del Vicino Oriente |
| 4500                                                  | Mesopotamia                                           | Mesopotamia                                           | Khūzestān                                             | Siria                                                 | Anatolia                                              |
| 4500                                                  | Sud                                                   | Nord                                                  | Khūzestān                                             | Siria                                                 | Anatolia                                              |
| ----------------------------------------------------- | ----------------------------------------------------- | ----------------------------------------------------- | ----------------------------------------------------- | ----------------------------------------------------- | ----------------------------------------------------- |
| 4000                                                  | Ubaid antico (=Ubaid 3) Eridu 11-9                    | Ninive 3 Gawra 17-14                                  | Susiana C Mehmeh                                      | Amuq D                                                | Mersina 16                                            |
| 3500                                                  | Ubaid tardo (=Ubaid 4) Eridu 8-6 Uruk 18-15           | Ninive 3 Gawra 13-12                                  | Bayat Susa A                                          | Amuq E                                                | Mersina 15                                            |

- - Mesopotamia
    - Periodo classico (III) di Ubaid in tutta la Mesopotamia (fino al 3900 a.C.) (Tempio di Tepe Gaura, arredi sacri, veicoli fluviali, esportazione cultura al nord)
    - Primi insediamenti urbani nella città di Kish, in Bassa Mesopotamia

  - Vicino Oriente: Primi insediamenti di nomadi Cananei nel Levante.[3]
  - Ucraina: Cultura ceramica di Srednij Stog (fino al 3500 a.C.): Primo addomesticamento del cavallo, probabili insediamenti proto-indoeuropei, ceramica del vasellame a corde
  - Cina: Cultura ceramica di Yangshao (fino al 2500 a.C.)
    - Coltivazione del riso e miglio, granai
    - Addomesticamento maiale, bovini, ovini, cani, baco da seta
    - ceramiche dipinte e decorate
    - sepolcri, tripodi

## 4000 a.C. - 3901 a.C.
- c. 4000 a.C.
  - Mesopotamia:
    - Periodo tardo (IV) di Ubaid (fino al 3400 a.C.) (Tempio di Eanna, cinte perimetrali murate)
    - Primi insediamenti urbani nelle città di Uruk e Ur (Bassa mesopotamia)

  - Vicino Oriente: Primi insediamenti urbani (protocananei?) nella città di Hamoukar (Siria)
  - Antico Egitto
    - Cultura ceramica di Merimde in Basso Egitto (fino al 3250 a.C.)
    - Addomesticamento dell'asino

  - Caucaso: Cultura calcolitica di Kura-Araxes nel (fino al 2200 a.C.)
  - Antica Grecia: Culture Calcolitiche e della Età del bronzo (fino al 3000 a.C.)
    - Notevole ampliamento dei circuiti di scambio verso l'Egeo Orientale e l'Europa Centrale. I centri più importanti si spostano dalle zone settentrionali a quelle meridionali (Peloponneso, Cicladi e Creta); proprio qui si svilupperanno le grandi civiltà del bronzo, quella Minoica (a Creta) e quella Micenea (nella Grecia Peninsulare). Nel corso dell'Età del Bronzo, la crescita delle relazioni internazionali si accentua in modo significativo e le piccole comunità passano da un'economia agropastorale di pura sussistenza, ad un crescente uso delle risorse non agricole. Gli abitanti vivono in villaggi con case difese da mura, spesso stabiliti in luoghi mai occupati in precedenza che sono stati classificati come centri protourbani. Così si formano diverse aree regionali, corrispondenti alla Grecia Continentale (area "elladica"), a Creta (area "minoica"), all'Egeo (area "cicladica") e all'Asia Minore (area "troiana")

  - Ucraina, Romania: Cultura calcolitica di Cernavoda (fino al 3400 a.C.)
  - Asia Centrale
    - Cultura calcolitica di kurgan (fino al 3500 a.C.) -Forse protoindoeuropei-
    - Addomesticamento del cavallo

  - Cina: Addomesticamento del bufalo
  - Giappone: Inizio del periodo Primo Jōmon (fino al 3000 a.C.)
    - Villaggi stagionali più stabili, case più grandi, vasellame a fondo piatto, stili regionali...

  - Perù: Inizio del Neolitico in America
    - Rudimentale agricoltura e Addomesticamento di animali (alpaca, lama e porcellino d'India), Civiltà di Kotosh (le più antiche rovine rinvenute sugli altopiani peruviani)

## 3900 a.C. - 3501 a.C.
- c. 3900 a.C.
  - Antico Egitto:
    - Periodo predinastico dell'Egitto (fino al 3150 a.C.)
    - I villaggi dell'Egitto meridionale si riuniscono nel regno dell'Alto Egitto
    - Inizio della civiltà Amratiana, o periodo di Naqada I in Alto Egitto (fino al 3650 a.C.)
- c. 3650 a.C.
  - Antico Egitto: Inizio della civiltà Gerzeana, o periodo di Naqada II in Alto Egitto (fino al 3400 a.C.)
  - Antica Grecia: Inizio del periodo I Antico Minoico o AMI o Prepalaziale a Creta (fino al 3000 a.C.)
- c. 3600 a.C.
  - Ucraina: Cultura calcolitica di Yamna in Ucraina (fino al 2300 a.C.) -Classificata come tardo-protoindoeuropea.

## Tabella temporale
| Cronologia precedente: Preistoria 3 milioni di anni fa c.a. 10000 a.C. c.a. | Cronologia corrente: Cronologia della protostoria 10000 a.C. c.a. 3501 a.C. c.a. | Cronologia seguente: Cronologia della storia antica 3500 a.C. 476 d.C. |